# Django Bates
Leon 'Django' Bates (Beckenham, 2 oktober 1960) is een Britse jazzmuzikant (piano, hoorn, toetsen), -componist en orkestleider van de Modern Creative Jazz.

## Biografie
Bates, die aanvankelijk als autodidact piano speelde, studeerde piano, trompet en viool (ook aan het Royal College of Music). Begin jaren 1980 trad hij regelmatig op met Dudu Pukwanas Zila, maar ook met Harry Beckett. Hij behoorde ook tot de band Earthworks van Bill Bruford. Hij formeerde zijn kwartet Human Chain met Julian Argüelles, maar speelde ook in het orkest van George Russell, met Courtney Pine en in First House van Ken Stubbs. Hij werd bekend tijdens de jaren 1980 met de Britse jazzbigband Loose Tubes, voor wie hij net zo schreef als Iain Ballamy. In 1990 speelde hij zijn grote orkestrale werk Music for the Third Policeman. In 1991 formeerde hij zijn eigen bigband Delightfull Precipe. Hij bleef optreden als solist en speelde met George Gruntz, Peter Herborn, Hank Roberts, Tim Berne, met Sidsel Endresen en Josefine Cronholm, met het JazzBaltica Ensemble en met Linda Sharrock. Begin jaren 1990 was hij lid van het Dedication Orchestra. Hij werd gehoord in een Hendrix-project met Christy Doran, Phil Minton, Fredy Studer en Jamaaladeen Tacuma. Hij geeft al enkele jaren les aan het Rytmisk Muziekconservatorium in Kopenhagen, waar hij zijn StoRMChaser Ensemble leidt, waarmee hij in 2007 op het JazzFest Berlijn werd gehoord. In 2017 bracht hij het album Django Bates' Belovèd: The Study of Touch uit bij (ECM Records).
Zijn stijl als componist is eclectisch en collage-achtig. Hij verwerkt invloeden van popmuziek tot punk. Bates volgt de traditie van Carla Bley en Michael Gibbs door 'een ingewikkelde mix van doorlopende walsen, punkhumeur, wrange geluiden, verbonden contrapunten en kromme koorzang' te schrijven.

## Onderscheidingen
In 1979 werd hij door het tijdschrift Wire onderscheiden als «beste componist» en in 1994 met de Prix Bobby Jaspar als «beste Europese jazzmuzikant». In 1996 kreeg hij de Mercury Music Award en uiteindelijk in 1977 de Jazzpar Prize. Zijn album Confirmation (2012), een eerbetoon aan Charlie Parker met Petter Eldh (bas) en Peter Bruun (drums), werd als uitstekend beoordeeld in The Guardian.

## Discografie (allen ECM Records)

### Met Django Bates' Belovèd
Django Bates, Petter Eldh, Peter Bruun
- 2017: The Study of Touch

### Met First House
Django Bates, Ken Stubbs, Mick Hutton, Martin France
- 1986: Eréndira
- 1989: Cantilena

### Met Sidsel Endresen
- 1990: So I Write
- 1994: Exile

### Met Anouar Brahem
Anouar Brahem, Dave Holland, Jack DeJohnette, Django Bates
- 2017: Blue Maqams